# Revolució del Parc

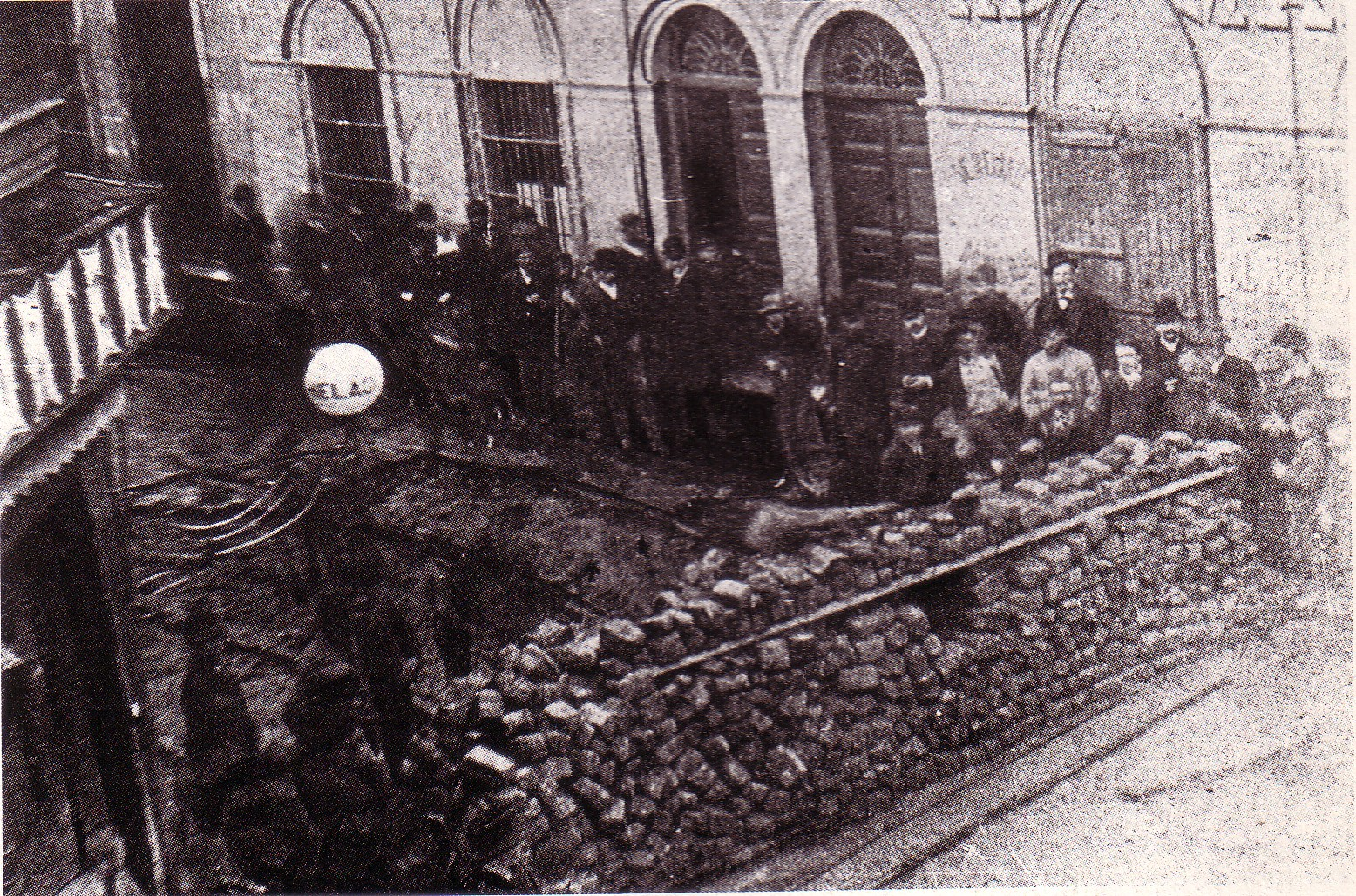
R90 Barricada civica

La Revolució del Parc, també coneguda com a Revolució del 90, va ser una insurrecció cívic-militar produïda a l'Argentina el 26 de juliol de 1890 dirigida per la recentment formada Unión Cívica, liderada per Leandro Alem, Bartolomé Mitre, Aristóbulo del Valle, Bernardo de Irigoyen i Francisco Barroetaveña, entre d'altres. La revolució va ser derrotada pel govern, però de totes maneres va portar a la renúncia del president Miguel Juárez Celman, i el seu reemplaçament pel vicepresident Carlos Pellegrini.